# Scleropogon texanus
Scleropogon texanus là một loài ruồi trong họ Asilidae. Scleropogon texanus được Bromley miêu tả năm 1931. Loài này phân bố ở vùng Tân Bắc giới.